# او-۱۰۷ (کریگس‌مارینه)
او-۱۰۷ (به آلمانی: U-107) یک او-بوت کریگس‌مارینه از نوع ۹ب بود.

## تاریخچه عملیاتی

### گشت سوم
او-۱۰۷ به فرماندهی گونتر هسلر در سومین گشت رزمی خود صبح روز ۲۱ سپتامبر سال ۱۹۴۱ در ۶۰۰ کیلومتری جنوب غربی لاس پالماس در جزایر قناری کاروان اس‌ال ۸۷ بریتانیایی را با ۱۲ کشتی و چند شناور محافظ که با سرعت کمی رو به شمال می‌رفت، شناسایی کرد. او-بوت این مسئله را با پیام رادیویی به پایگاه فرماندهی در لوریان گزارش نمود. این پیام توسط شنود رادیویی کاروان بریتانیایی مورد رهگیری قرار گرفت. او-۱۰۷ از طرف فرماندهی عالی موظف به تعقیب هدف و گزارش مستمر موقعیت آن گردید. او-بوت صبح روز بعد فاصله خود با کاروان را کاهش داد و اقدام به شلیک چهار اژدر جلویی به سمت آن کرد. هیچ‌یک از این اژدرها به هدف اصابت ننمودند. در این حال موتور دیزل او-بوت شروع به مشکل‌سازی کرد. بدین شکل او-۱۰۷ وادار به فاصله‌گرفتن از کاروان جهت انجام تعمیرات شد.
پس از صورت گرفتن تعمیرات موتور، او-۱۰۷ به سراغ کاروان اس‌ال ۸۷ بازگشت و ساعت ۶:۳۰ بامداد روز ۲۴ سپتامبر از جانب چپ مجدداً به آن حمله برد. تمامی چهار اژدر پیشین به سمت شناورهای دشمن رها شد. نخستین اژدر به جان هولت، کشتی تجاری ۴۹۷۵ تنی بریتانیایی برخورد نمود. پس از غرق شدن این کشتی تمامی خدمه جز یک نفر توسط یک شناور محافظ نجات یافتند. دومین اژدر او-۱۰۷ به دیکسکاو، کشتی ۳۷۹۰ تنی بریتانیایی در پیش روی ستون دوم کاروان اصابت کرد. با غرق شدن کشتی ۵۱ سرنشین آن توسط دو کشتی باری دیگر از آب گرفته شدند. دو تن در اثر انفجار اژدر کشته شدند. لافیان، کشتی باری ۴۸۷۶ تنی بریتانیایی با ۷۶۶۲ تن محموله قربانی دیگر اژدرهای شلیک‌شده از او-۱۰۷ بود. این کشتی به آرامی وارونه و سپس غرق گشت. او-۱۰۷ با اتمام اژدرهای بارگذاری شده مجدداً از کاروان دور شد.